# Szászbuzd
Szászbuzd (1899-ig Buzd, románul Buzd, németül Buss) falu Romániában Szeben megyében.

## Fekvése
Gyulafehérvártól és Medgyestől 8 km-re délkeletre fekvő település.

## Története
Szászbuzd nevét 1356-ban említette először oklevél Buzd néven.
További névváltozatai: 1418-ban Bussd, 1587-ben Bwzd olim 
praepositurae, 1733-ban Buz, 1808-ban Buzd (Szász-), Buss, Buzdu, 1861-ben Szász-Buzd, Buß, 1888-ban Buzd (Buszd), ekkor Nagy-Küküllő vármegye Bolya-berethalmi járásához tartozott, 1913-ban Szászbuzd.
A trianoni békeszerződés előtt Nagy-Küküllő vármegye Medgyesi járásához tartozott.
1910-ben 970 lakosából 11 magyar, 451 német, 393 román és 115 cigány lakosa volt. Ebből 20 görögkatolikus, 446 evangélikus, 488 görögkeleti ortodox volt.

## Nevezetességek
- Gótikus szász evangélikus erődtemploma a 14. században épült, a 15. században átalakították.